# Adolf Blaser
Adolf Blaser (Neuenegg 31 mei 1908 - Bern 7 juni 1978), was een Zwitsers politicus.
Adolf Blaser bezocht de kweekschool in Bern-Hofwil (afgestuudeerd in 1928) en was aansluitend  leraar middelbaar onderwijs in Urtenen-Schönbühl (1930-1964). 
Adolf Blaser, lid van de Sociaaldemocratische Partij van Zwitserland (SP), vervulde tussen 1945 en 19664 verschillende ambten binnen de gemeente Urtenen-Schönbühl, w.o. twaalf jaar dat van voorzitter van de gemeenteraad (Gemeinderatspräsident). Blaser stond te boek als voorstander van de gemeentelijke autonomie. Van 1950 tot 1964 was Blaser lid van de Grote Raad van Bern (1962-63 voorzitter).
Adolf Blaser was van 1964 tot 1976 lid van de Regeringsraad van het kanton Bern. Hij beheerde het departement van Volksgezondheid en Gemeente Zaken. Als directeur Volksgezondheid zette hij zich in voor de modernisering van het ziekenhuiswezen en als directeur Gemeente Zaken zette hij zich in voor het behoud van de gemeentelijke autonomie. Ook als lid van de Nationale Raad (tweede kamer Bondsvergadering) heeft hij zich telkens ingezet voor de autonomie van de gemeenten en kantons, die volgens hem in staat waren veel problemen zelf op te lossen.
Hij was van 1 juni 1966 tot 31 mei 1967 voorzitter van de Regeringsraad (dat wil zeggen regeringsleider) van Bern.
Adolf Blaser overleed op 70-jarige leeftijd.